# Parquet national antiterroriste
Le parquet national antiterroriste (PNAT) est, en France, le parquet exerçant le ministère public des affaires terroristes et des crimes internationaux. Créé en 2019 et localisé à Paris, il a une compétence nationale.

## Contexte
Depuis 1986, le tribunal de grande instance de Paris a une compétence nationale sur les affaires de terrorisme et de crimes contre l'humanité, crimes et délits de guerre qui relevaient de la compétence du pôle spécialisé et c'est le procureur de la République de Paris qui est chargé des poursuites dans ces affaires.
Le projet de création d'un parquet national antiterroriste apparaît fin 2017 sous la présidence d'Emmanuel Macron lors d'une annonce de la ministre de la Justice, Nicole Belloubet, le 18 décembre. L'idée est portée par quatre personnalités : Christian Vigouroux, ancien directeur de cabinet de la ministre de la Justice Christiane Taubira de 2012 à 2013, les anciens juges antiterroristes Jean-Louis Bruguière et Jean-François Ricard, et Michel Debacq, ancien responsable de la section spécialisée du parquet de Paris. La création d'une structure spécialisée (comme le parquet national financier fondé en 2014 par la loi du 6 décembre 2013 pour les affaires politico-financières) est évoquée dans un premier temps en 2016 sous la présidence de François Hollande après la double vague d'attentats de 2015 mais elle repoussée par le procureur François Molins, le Garde des sceaux Jean-Jacques Urvoas et les organisations de magistrats. Elle figurait dans le projet présidentiel pour 2017 de Nicolas Sarkozy, candidat non élu, suivant la proposition faite fin 2015 par le magistrat et ancien député UMP Jean-Paul Garraud qui défendait « un continuum permanent et spécialisé entre les organes d’enquête, de poursuite et de jugement, une véritable chaîne pénale dans un domaine hautement sensible ».
La nouvelle structure allégerait le parquet général du suivi des autres crimes et des délits, alors que la nouvelle structure dotée de correspondants locaux pourrait mieux s'attacher à la détection des « signaux faibles » serait plus à même d'exploiter judiciairement ces éléments que la structure actuelle qui doit en laisser la charge aux parquets locaux. Avec 473 dossiers ouverts au 18 décembre 2017 (dont 245 en instruction, 228 en enquête préliminaire et 174 clôturés) impliquant environ 1 500 personnes, dont la plupart sont liées au terrorisme islamiste, la charge du suivi est devenue considérable. Cette réforme s’inscrit dans la volonté d'Emmanuel Macron de centraliser la lutte contre le terrorisme en dotant la « task force » élyséenne de coordination du renseignement d'un interlocuteur privilégié côté justice en la personne du futur procureur antiterroriste de la République.
Alors qu'en septembre 2016, François Molins dénonçait avec vigueur, « l'ignorance » et « la mauvaise foi » des partisans d'un parquet national antiterroriste quand ses services avaient montré une capacité de mobilisation rapide et efficace, soulignant « le fait que la section antiterroriste soit nichée au sein du parquet de Paris vous donne une force, une mutualisation extraordinaires, parce que ça nous permet de faire face à ce que vous me permettrez de qualifier de « coup de chauffe » ou de « coup de bourre » quand vous avez un attentat terroriste », il devient en 2017 favorable au projet expliquant s'être alors opposé au simple transfert des effectifs de la section C1 chargée de la lutte antiterroriste (qui compte 13 magistrats fin 2017) et son nom est évoqué comme futur responsable du PNAT. Il souhaite la création d'un parquet général antiterroriste, plutôt qu'un parquet national, donnant au titulaire de la fonction le rang supérieur de procureur général. Le directeur des Affaires criminelles et des Grâces et le directeur des Services judiciaires sont chargés par la Garde des sceaux de lui faire des propositions sur le périmètre à retenir afin de présenter au printemps 2018 un projet de loi organique.

## Création
Lors de l’examen du projet de loi de réforme de la justice, le Conseil d'État considère que le parquet antiterroriste présente un « risque d’isolement des magistrats » doublé d’une « rigidité inutile pour adapter les effectifs » au gré de l’évolution du terrorisme. Le texte présenté en Conseil des ministres le 20 avril 2018 n’en fait plus mention. Pourtant, le 13 juillet 2018, le gouvernement réintroduit par amendement le projet de parquet spécialisé. 
Les dispositions relatives au procureur de la République antiterroriste apparaissent à l'article 69 de la loi, qui est promulguée le 23 mars 2019. Les décrets d'application sont signés le 24 juin.
Onze magistrats ont été candidats au poste de procureur de la République antiterroriste dont Marc Trévidic et Philippe Courroye. Après l’avis du Conseil supérieur de la magistrature lors de sa séance du 21 mai 2019, Jean-François Ricard est nommé procureur de la République antiterroriste à compter du 1er juillet 2019.

## Compétences
Le procureur de la République antiterroriste dispose d’une compétence nationale pour la poursuite dans les affaires :
- de crimes contre l'humanité et les crimes et délits de guerre[15],
- de terrorisme[16],
- de prolifération d'armes de destruction massive et de leurs vecteurs[17],
- de torture au sens de la convention du 10 décembre 1984,
- de disparition forcée.

Il est informé de certaines mesures prises par l'autorité administrative (celle prévues par la loi renforçant la sécurité intérieure et la lutte contre le terrorisme par exemple).
Le procureur de la République antiterroriste, comme le procureur de la République financier et le procureur de la République de Paris, sont placés auprès du tribunal judiciaire de Paris, et est installé géographiquement au Tribunal de Paris.
En cas de besoin, le procureur de la République antiterroriste peut requérir un ou plusieurs magistrats du parquet de Paris.
En septembre 2024, selon le procureur Olivier Christen, la « menace djihadiste représente 80 % des procédures » diligentées par le Pnat. Il évalue à environ trois fois plus de procédures de ce type pour le premier semestre 2024, en comparaison de la même période en 2023.

## Magistrats

### Effectifs
En 2023, le parquet national antiterroriste compte 30 magistrats, 4 assistants spécialisés, 2 juristes assistants et 2 assistants de justice.

### Procureur de la République antiterroriste
Le parquet national antiterroriste est dirigé par le procureur de la République antiterroriste, lui-même sous l'autorité du procureur général de Paris.
| Identité              | Période          | Période       | Durée                     |
| Identité              | Début            | Fin           | Durée                     |
| --------------------- | ---------------- | ------------- | ------------------------- |
| Jean-François Ricard, | 1er juillet 2019 | 22 avril 2024 | 4 ans, 9 mois et 21 jours |
| Olivier Christen (d)  | 22 avril 2024    | En cours      | 10 mois et 20 jours       |

## Médiatisation des affaires
Les affaires instruites par le parquet national antiterroriste ont souvent des répercussions médiatiques induites par la nature même des faits qui sont à la source de ces affaires. Par exemple : le 30 mai 2022, le PNAT déclare ouvrir une enquête pour crimes de guerre, à la suite de l'attaque d'un convoi humanitaire qui a notamment causé la mort du journaliste reporter français Frédéric Leclerc-Imhoff, sur la route de Lyssytchansk dans la région de Severodonetsk, en Ukraine, pendant le conflit russo-ukrainien.